# Filippo Naldi
Filippo Naldi, nome completo Filippo Ernesto Maria Naldi (Borgo San Donnino, 30 maggio 1886 – Roma, 18 ottobre 1972), è stato un giornalista, politico e imprenditore italiano.

## Biografia

### I primi anni
Nato a Borgo San Donnino (oggi Fidenza), nel 1907, appena ventunenne, sposò a Cornuda (TV) la traduttrice russa di religione religione ebraica Raisa Grigor'evna Ol'kenickaja, conosciuta all'Università di Padova e sua compagna di corso. Ebbe da lei tre figli: Gregorio, Giovanna ed Elisabetta. Sin dai primi anni del Novecento si mise in mostra, a livello politico, come esponente del Partito Giovanile Liberale Italiano (PGLI), una piccola formazione politica che il suo amico pavullese Giovanni Borelli aveva fondato a Firenze nel febbraio 1901.
Lasciò l'università prima di laurearsi per dedicarsi a tempo pieno all'attività giornalistica. Collaborò, da Ravenna, ai quotidiani Gazzetta di Venezia e La Libertà e alla rivista Il Regno; fu direttore della rivista letteraria Il Rinnovamento, fu redattore capo de L'Alto Adige di Trento; nel 1911 diresse il foglio liberale bolognese «Patria». Poco dopo la fondazione, convisse per un periodo a Bologna insieme a don Enrico Vanni e al giornalista Nello Quilici, amicizia che durò per almeno un decennio.
Non mancò di frequentare la redazione del quotidiano milanese Avanti!, diretto da una figura emergente del partito socialista, Benito Mussolini.
Tra la fine di dicembre del 1913 e l'inizio di gennaio del 1914 fu nominato direttore del Resto del Carlino con il bussetano Lino Carrara condirettore. Gli diede una linea liberale, e ne incrementò tirature e popolarità.

### Il Popolo d'Italia
Nell'autunno 1914, grazie alle sue conoscenze negli ambienti finanziari, fece da mediatore tra Mussolini e alcuni gruppi industriali del Nord Italia, che si battevano per l'entrata in guerra, procurando i primi capitali e l'appoggio necessario alle operazioni tecniche per impiantare un nuovo quotidiano, socialista ma con una linea interventista. Mussolini, infatti, aveva assunto una posizione favorevole all'ingresso dell'Italia nella prima guerra mondiale. Naldi mediò le sue relazioni con tali ambienti.

Da quell'anno Naldi fu controllato dalla polizia, che stese rapporti su di lui fino al 1920.
«Il Popolo d'Italia» vide la luce il 15 novembre 1914; tuttavia, fin da subito, il rapporto di amicizia che si instaurò tra Mussolini e Naldi iniziò ad essere guardato con sospetto da alcuni esponenti del partito socialista (soprattutto dall'ex amante di Mussolini e dirigente socialista Angelica Balabanoff); ciò nonostante, esso rappresentò l'inizio di una collaborazione davvero proficua, tanto che permise al quotidiano di raggiungere ottimi risultati di vendita. Già nei primi mesi del 1915 Mussolini prese le distanze da lui.

### Gli anni romani
Nella primavera del 1915 Naldi iniziò a manifestare l'intenzione di fondare un quotidiano interventista anche a Roma. L'iniziativa incontrò, però, una serie di difficoltà, che ne fecero ritardare l'uscita di oltre due anni.
Intanto, da direttore del Resto del Carlino, nel 1917 Naldi si laureò in giurisprudenza all'Università di Bologna discutendo una tesi su La teoria delle proporzioni definite nell'economia. Nel frattempo, poiché non aveva abbandonato il progetto di fondare un quotidiano interventista a Roma, sul finire di quell'anno riuscì finalmente a dare vita a «Il Tempo», il cui primo numero uscì il 12 dicembre 1917. Tra il dicembre del 1917 e il 1919 Naldi mantenne la direzione di due quotidiani: «Il Resto del Carlino» (Bologna) e «Il Tempo» (Roma).
Fino alla fine degli anni Dieci l'attività di Naldi si svolse prevalentemente all'interno dei giornali che dirigeva, ma, a partire dal 1919, iniziò ad essere sempre meno legata ad essi, come dimostrano, ad esempio, i numerosi interventi, anche finanziari, che egli effettuò a favore di altri soggetti giornalistici e politici. Uno di questi fu compiuto a favore di un'associazione che rappresentava i reduci combattenti della Grande Guerra, l'Associazione Arditi d'Italia. Nel 1920, insieme con il Generale Peppino Garibaldi, nipote di Giuseppe, appoggiò persino la nascita di «Le Fiamme», un giornale degli Arditi diretto da Giuseppe Bottai, e decise di farlo stampare nella propria tipografia. Nello stesso momento, i locali de «Il Tempo» diventarono una specie di punto di ritrovo per alcuni membri della suddetta associazione.
Sempre nel 1919, Naldi cedette la direzione del «Resto del Carlino» al fidato Mario Missiroli e tentò di entrare in Parlamento. Si candidò alle elezioni politiche in una lista nittiana, ma non fu eletto. Nel corso dello stesso anno si recò a Zara insieme a Peppino Garibaldi, per cercare di scalzare l'autorità di Gabriele D'Annunzio nella Reggenza italiana del Carnaro, senza tuttavia riuscirvi. A partire dal 1920 fu anche "consigliere delegato per la parte politica" degli «Stabilimenti Poligrafici Riuniti», la casa editrice del «Resto del Carlino».
Nel 1921 si presentò nuovamente alle elezioni politiche. Con il sostegno del liberale Giovanni Borelli, cercò di entrare in una lista dei Blocchi Nazionali (formazione che riuniva nazionalisti e liberal-conservatori voluta dall'ex Presidente del Consiglio Giovanni Giolitti, ma dovette accontentarsi di una lista fiancheggiatrice. Anche in quell'occasione non riuscì ad essere eletto.
Ceduto «Il Tempo» a Giovanni Agnelli, nell'autunno 1921, Naldi impiegò il denaro ricavato per acquisire la proprietà del «Resto del Carlino». Si indebitò però fortemente con le banche.

### Filippelli e il caso Matteotti
Nel 1922, grazie alla mediazione dell'avvocato cosentino Filippo Filippelli, cedette la sua quota del «Resto del Carlino» a Tomaso Monicelli (il quale sostituì Naldi anche alla direzione del quotidiano bolognese).
La riuscita dell'operazione valse a Filippelli l'assegnazione della direzione del Corriere Italiano, direzione che mantenne fino al giugno del 1924, quando venne coinvolto nel delitto di Giacomo Matteotti. Filippelli infatti noleggiò l'autovettura con cui il deputato socialista fu rapito e nella quale fu probabilmente ucciso. Dopo il delitto, la polizia risalì immediatamente all'identità del pagatore del noleggio attraverso la targa del veicolo e così, subito dopo il riconoscimento, venne emesso un ordine di arresto a suo carico, sollecitato espressamente da Mussolini; inoltre, su tutti i quotidiani italiani fu pubblicata la sua foto segnaletica. A causa di ciò, Filippelli decise di tentare la fuga all'estero.
Il 15 giugno 1924, poco dopo la scomparsa di Matteotti e poco prima del tentativo di fuga, Naldi aveva accolto Filippelli nel suo castello di Vigoleno, sulle colline a 20 km da Borgo San Donnino. Tuttavia, a causa dello stato di agitazione del collega, provocato dall'essere stato riconosciuto, poche ore prima, da alcune persone presso la stazione del capoluogo, i due erano stati costretti a trasferirsi presso l'albergo Aquila Romana di Borgo San Donnino, insieme anche al giornalista del Corriere Italiano, Giuseppe Galassi. Anche questa sosta, però, non era durata a lungo, visto che, subito dopo l'arrivo, erano stati costretti a fuggire di nuovo per eludere l'intervento di un commissario di polizia.
Tale fuga ebbe una eco improvvisa in tutta Italia. Il giorno successivo tutta la stampa criticò la polizia, accusandone il capo Emilio De Bono di inefficienza. Filippo Naldi, indagato per aver coperto la fuga di Filippelli, si rifugiò temporaneamente a Bologna, mentre Galassi e Filippelli, dopo essere arrivati a Nervi (quartiere di Genova), tentarono di fuggire in Francia a bordo di un motoscafo, ma furono catturati a pochi metri dalla riva e tradotti successivamente in carcere dalle forze dell'ordine. La sera di lunedì 16 giugno Naldi fu a sua volta arrestato a Roma, all'interno della sua abitazione di Via Calandrelli.
Cesare Rossi, nel suo memoriale, sostenne che il suo arresto forniva un "contributo di verosimiglianza" al diversivo secondo cui il delitto era stato determinato da influenze affaristiche, che "Mussolini tentò finché poté, fiancheggiato in questo suo sforzo dai fratelli Perrone, i noti industriali siderurgici, i quali sul giornale di loro proprietà Il Messaggero vollero approfittare dell'occasione per colpire gruppi industriali e bancari loro concorrenti". Tuttavia, dopo quattro mesi trascorsi a Regina Coeli, il 14 ottobre 1924 Naldi fu scarcerato. Successivamente fu prosciolto per amnistia.

### Gli anni francesi
In quegli anni, oltre ad essere stato accusato di favoreggiamento per aver coperto Filippo Filippelli durante la sua latitanza, Naldi fu inquisito e ricercato per la bancarotta del Banco Adriatico di Cambio. Per tali motivi, nel 1926 Naldi decise di lasciare definitivamente l'Italia e di trasferirsi in Francia, in veste di socialista anti-fascista.
Durante la sua permanenza in terra francese, Naldi si laureò in chimica e fu dirigente e consulente di alcune società petrolifere, riuscendo così a mettere a frutto l'esperienza che aveva maturato durante la prima metà degli anni Venti, collaborando con alti funzionari di alcuni noti colossi petroliferi statunitensi (Standard Oil e Sinclair Oil) che, con l'aiuto dei funzionari del governo Mussolini, erano riusciti ad ottenere l'autorizzazione alla ricerca del petrolio in Italia.

### Il ritorno in Italia
Il Secondo conflitto mondiale coinvolse la Francia fin dal 1939. Naldi ebbe contatti sia con anti-fascisti fuoriusciti che, dopo la sconfitta francese, con funzionari del Governo di Vichy, tra Parigi e Avignone. Nel 1942 Naldi si trasferì da Parigi ad Avignone. Dalla cittadina del sud della Francia riuscì a far passare in Spagna e in Svizzera centinaia di ebrei, aiutato dal viceconsole italiano di Marsiglia. 

Naldi ritornò in Italia subito dopo la caduta del fascismo. Al rientro in Italia, avvenuto il 9 agosto 1943, Naldi aveva sessantacinque anni. Appoggiò il nuovo capo del governo Pietro Badoglio e collaborò all'organizzazione dei movimenti di Resistenza. Fondò il Partito democratico liberale, che il 5 gennaio 1944 organizzò a Bari il primo e unico congresso, e un giornale del partito.
Nominato commissario dell'ufficio stampa del Governo guidato dal Maresciallo d'Italia, svolse le proprie funzioni tra Brindisi e Bari, affiancando lo stesso Badoglio e Vittorio Emanuele III.
Nel gennaio 1944 a Londra, nel corso di un intervento alla Camera dei comuni, il ministro degli Esteri Anthony Eden affermò di aver richiamato l’attenzione della Commissione di controllo alleata in Italia sul caso di Naldi, capo dell’ufficio stampa del governo Badoglio.
Nel febbraio 1944, dovette quindi lasciare la carica e venne sostituito dal cuneese Nino Bolla.

### Il secondo dopoguerra
Sul Naldi del secondo dopoguerra si sa ben poco. Sappiamo per certo, però, che, dopo la caduta del fascismo, aveva continuato ad occuparsi di politica, giornalismo ed affari, anche al di fuori delle istituzioni e, soprattutto, a favore di quasi tutti i partiti politici, anche di sinistra. È stato Giorgio Petracchi, a mettere in evidenza l’attività chiaramente anti-fascista svolta da Naldi dopo la caduta del regime di Mussolini, e a collegarla a quella di attivista socialista fuoriuscito che il giornalista aveva svolto in Francia, a partire dal 1925-1926, e fino al luglio 1943.
Subito dopo la liberazione di Roma (4 giugno 1944) , Filippo Naldi fondò un nuovo quotidiano nella Capitale, il «Giornale della Sera», con cui appoggiò la battaglia referendaria a favore di Umberto II di Savoia. L'anno seguente, Filippo Naldi fu accusato, nell'ambito del secondo processo Matteotti, di favoreggiamento dell'imputato Filippelli. L’istruttoria terminò il 27 marzo 1946 con la richiesta di rinvio a giudizio. Nell'agosto 1946 fu emanato il decreto presidenziale di amnistia e indulto. In quel periodo fu contattato dal governo, forse da Alcide De Gasperi in persona, per portare a conclusione una delicata trattativa per la cessione di alcuni residuati bellici alleati allo stato d'Israele, che era presieduto, allora, dal suo amico Chaim Weizmann.
Dopo il referendum istituzionale del 1946, e la conseguente proclamazione della Repubblica, Naldi si stabilì nuovamente a Parigi per studiare chimica, anche forse per approfondire la sua conoscenza dei prodotti derivati dalla lavorazione del petrolio. Nel 1951 trasferì anche la propria residenza nel Paese transalpino. L'abitazione capitolina presso cui visse fino al 1946 e, in una seconda fase, dal 1965 al 1968, dopo il ritorno da Parigi, si trovava al numero 16 di via di Propaganda. Nella stessa abitazione visse a lungo anche la moglie Raisa Grigor'evna Ol'kenickaja, fino al giorno della sua scomparsa, avvenuta il 18 gennaio 1978.
L’ultimo domicilio capitolino conosciuto del giornalista fu quello del 36 di Via delle Carrozze. In questo luogo visse fino al giorno della sua morte, avvenuta il 18 ottobre 1972, poco dopo la partecipazione a Nascita di una dittatura, una celebre trasmissione televisiva condotta dal giornalista Sergio Zavoli che venne trasmessa dalla RAI. Esso fu uno dei due soli interventi pubblici di un certo rilievo che Naldi volle effettuare nel secondo dopoguerra, anche per raccontare la sua versione dei fatti in merito al Ventennio fascista. Il primo era stato effettuato nel 1960 in occasione di una lunga intervista rilasciata al giornalista e critico musicale Giorgio Bontempi per il quotidiano romano «Il Paese».

## Affiliazione massonica
Filippo Naldi fu affiliato all'obbedienza massonica della Gran Loggia d'Italia e alla Loggia "Propaganda Massonica" del Grande Oriente d'Italia, antesignana della P2.

## Onorificenze
Secondo Teodoro Rovito, Naldi fu nominato Commendatore della Corona d'Italia.